# Saussurea polylepis
Saussurea polylepis là một loài thực vật có hoa trong họ Cúc. Loài này được Nakai miêu tả khoa học đầu tiên năm 1931.